# Levi Bonatto

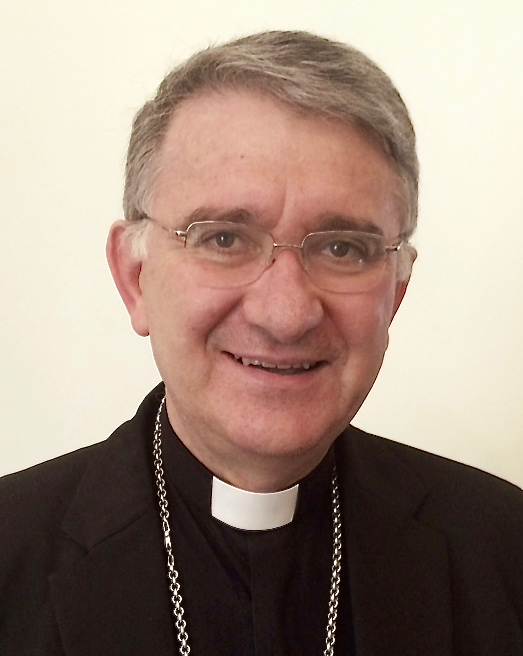
Mons. Levi Bonatto

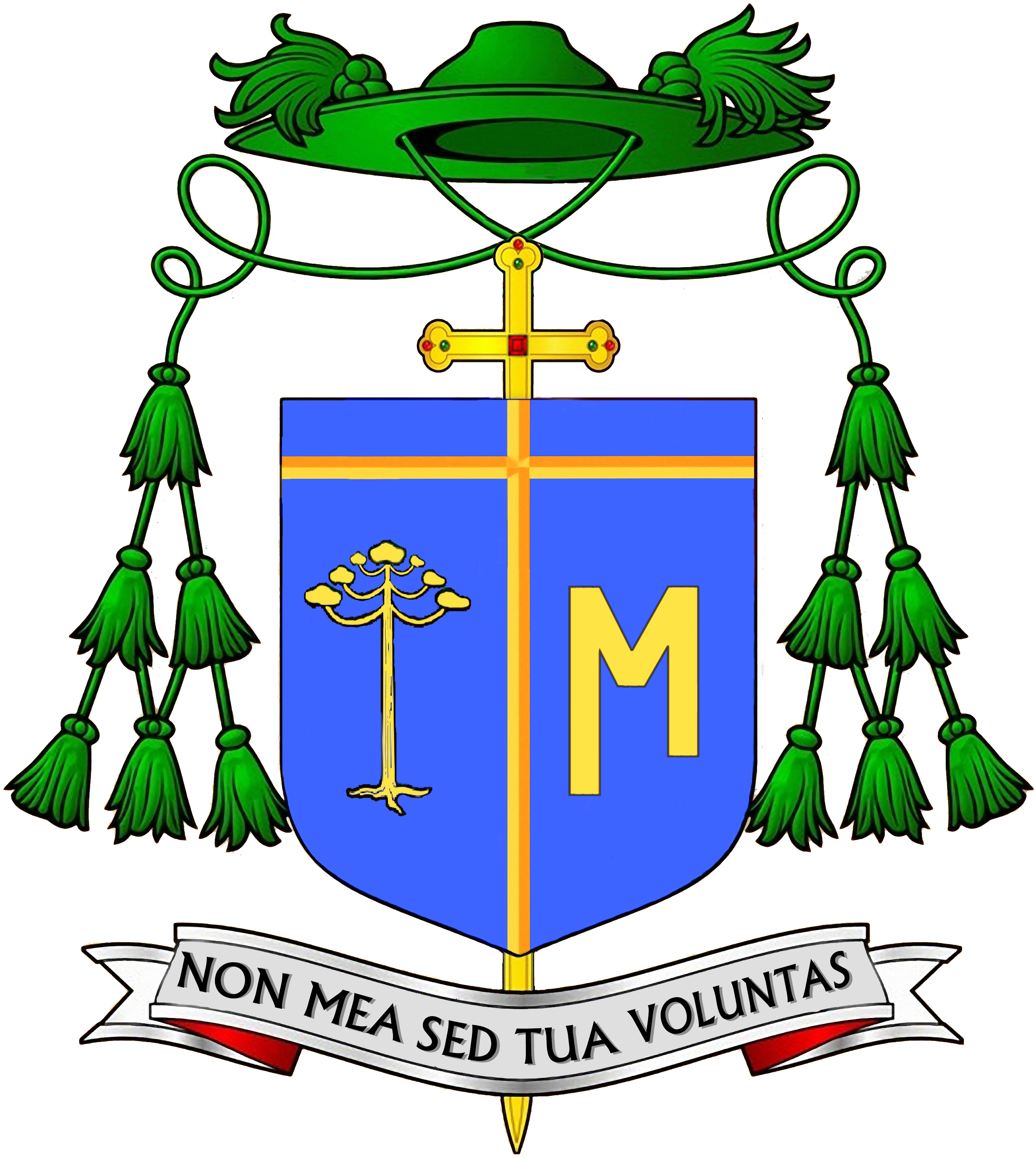
Wappen von Levi Bonatto

Levi Bonatto (* 5. Dezember 1957 in São José dos Pinhais, Paraná, Brasilien) ist ein brasilianischer Geistlicher und Weihbischof in Goiânia.

## Leben
Levi Bonatto trat der Personalprälatur Opus Dei bei und empfing am 10. März 1996 das Sakrament der Priesterweihe.
Am 8. Oktober 2014 ernannte ihn Papst Franziskus zum Titularbischof von Accia und bestellte ihn zum Weihbischof in Goiânia. Der Erzbischof von Goiânia, Washington Cruz CP, spendete ihm am 14. Dezember desselben Jahres die Bischofsweihe; Mitkonsekratoren waren der emeritierte Erzbischof von Curitiba, Pedro Antônio Marchetti Fedalto, und der Erzbischof von Ribeirão Preto, Moacir Silva.